# Il gioco degli innamorati
Il gioco degli innamorati (Les Amoureux du France) è un film del 1964 diretto da Pierre Grimblat e François Reichenbach.
Adattamento dell'opera teatrale Il gioco dell'amore e del caso di Pierre de Marivaux.